# Haastia
Haastia es un género de plantas con flores perteneciente a la familia Asteraceae. Comprende 7 especies descritas y de estas, solo 4 aceptadas.

## Taxonomía
El género fue descrito por Joseph Dalton Hooker y publicado en Handbook of the New Zealand Flora 155. 1864.
- Haastia montana Buchanan
- Haastia pulvinaris Hook.f.
- Haastia recurva Hook.f.
- Haastia sinclairii Hook.f.